# Býčinský rybník
Býčinský rybník je rybník o rozloze vodní plochy 2,75 ha nalézající se asi 0,3 km jižně od centra vesnice Býčina v okrese Mladá Boleslav. Rybník se nalézá pod silnicí II. třídy č. 276 spojující městečko Bakov nad Jizerou s městečkem Kněžmost. Rybník je spolu s dalšími rybníky (Stržský rybník, Dolení Střípek a Hoření Střípek) součástí lokální rybniční soustavy vybudované na toku Býčinského potoka. 
Rybník je nyní využíván pro chov ryb a je součástí lokálního biokoridoru Býčinské rybníky. 

## Galerie

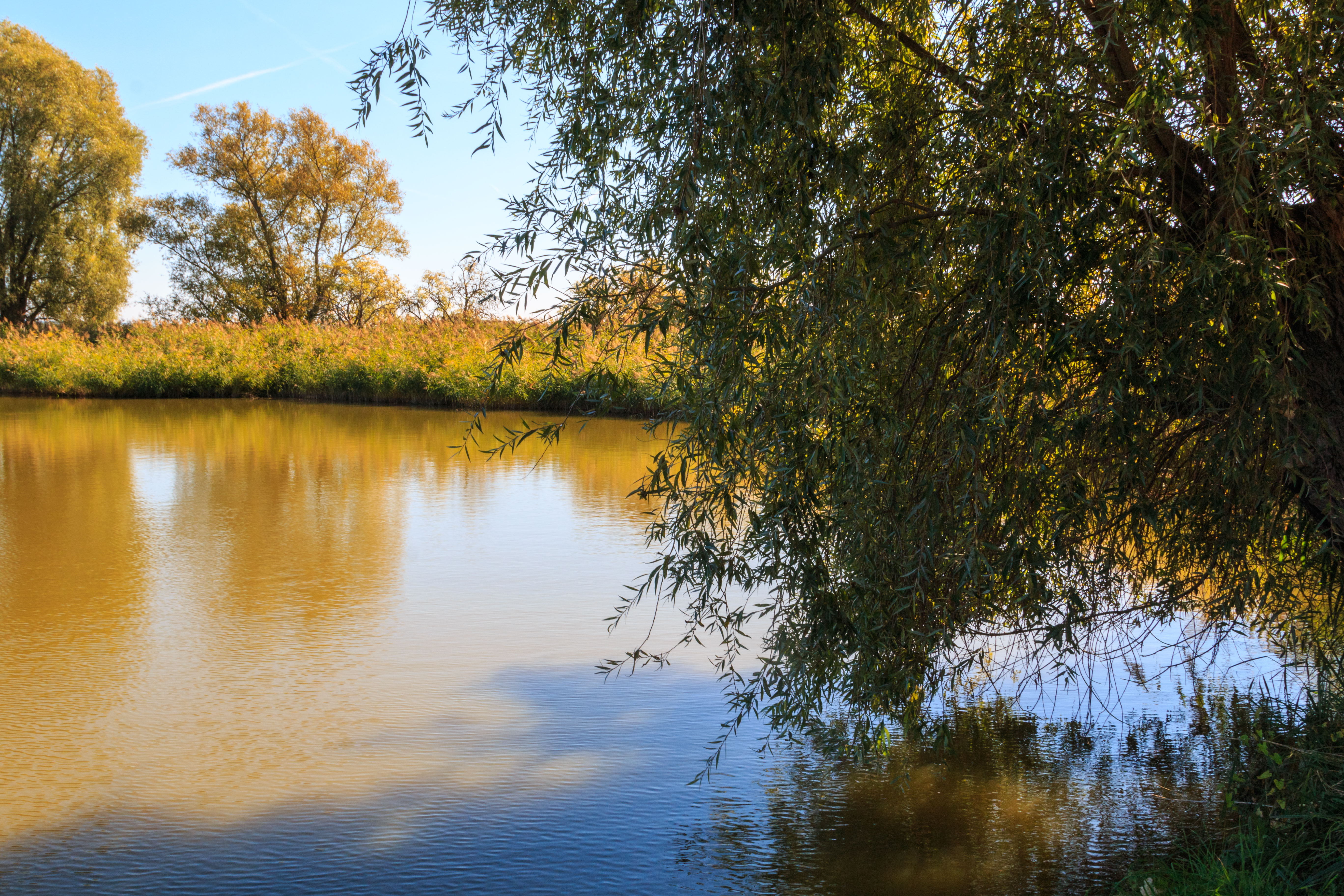
pohled na Býčinský rybník
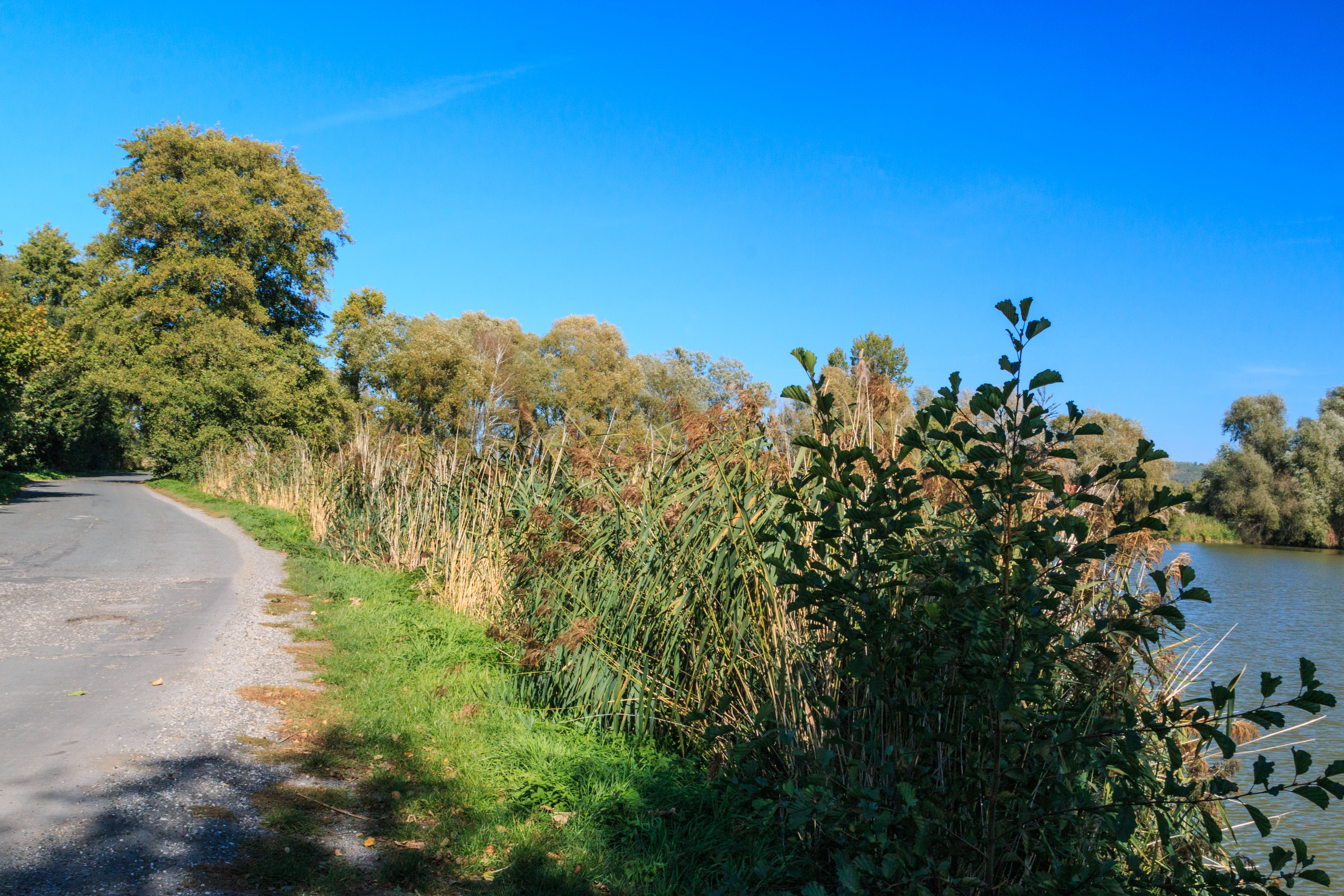
pohled na Býčinský rybník
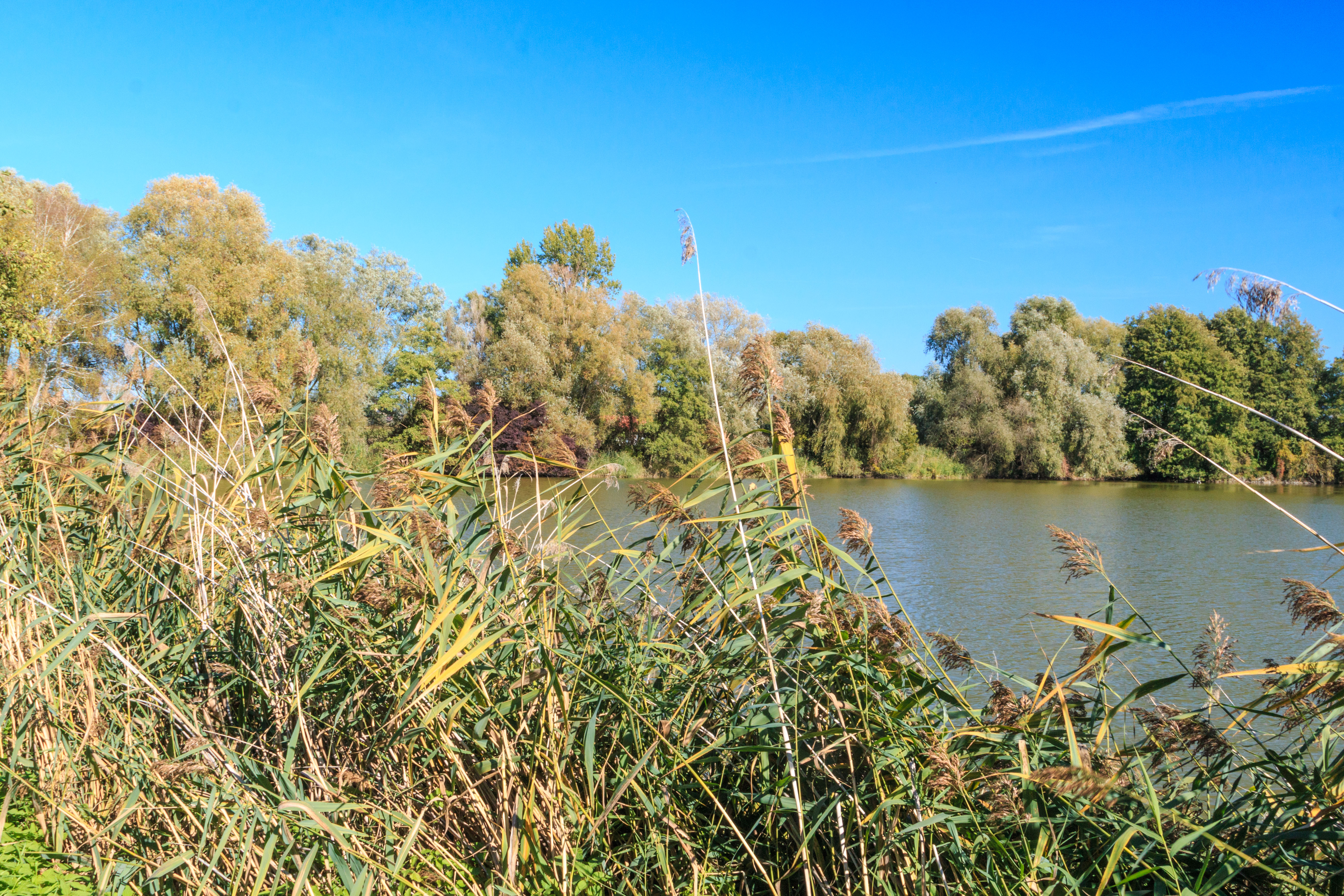
pohled na Býčinský rybník
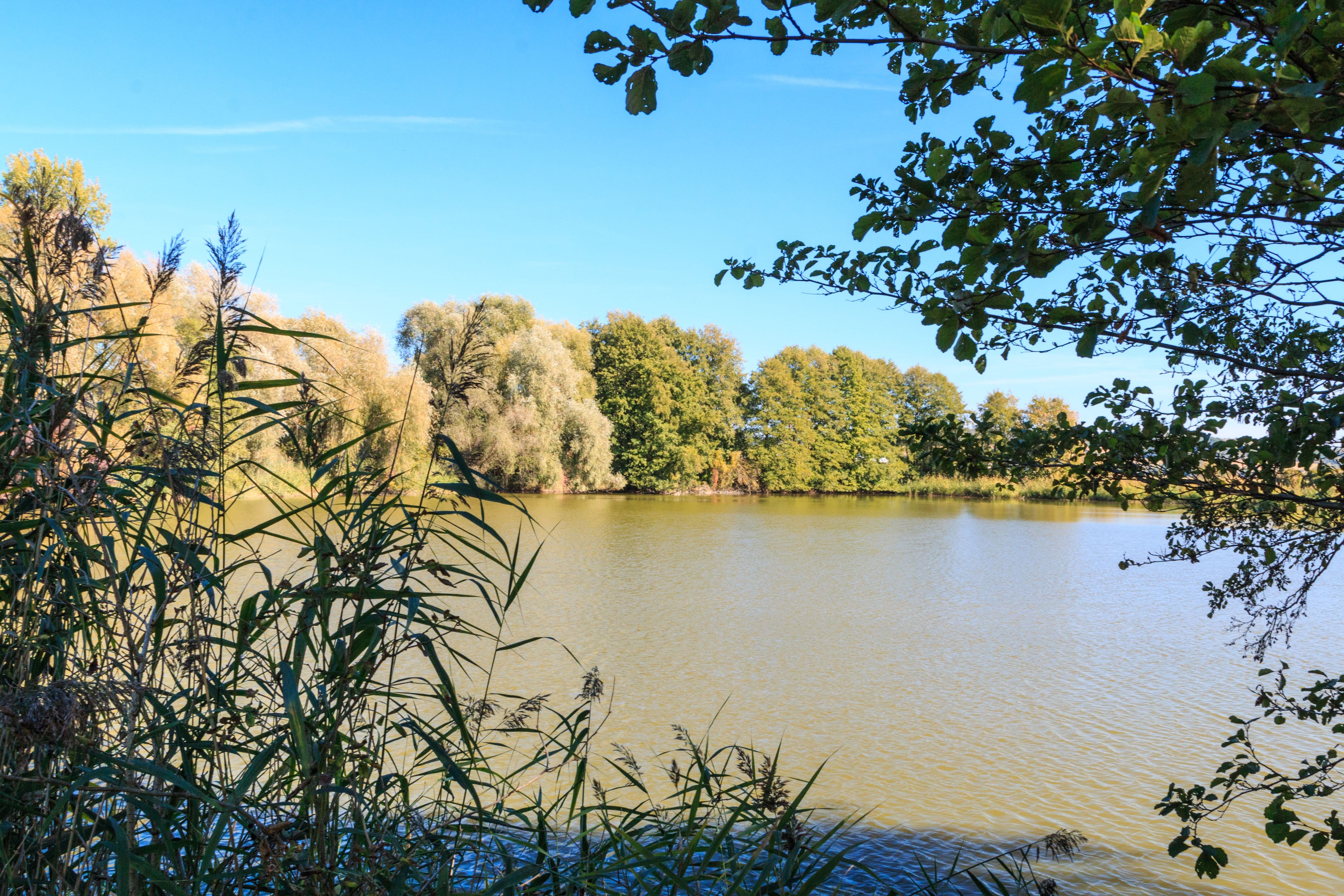
pohled na Býčinský rybník